# Retinopatija
Retinopatija je opći pojam koji se odnosi na neki oblik neupalnog oštećenja mrežnice oka. Najčešće je opskrba krvlju uzrok ovog problema. Retinopatija je često odraz sistemskog oboljenja na oku

## Patofiziologija
Glavni uzroci retinopatije su:
- dijabetes
- arterijska hipertenzija
- prematuritet djeteta
- anemija srpastih stanica
- genetička retinopatija
- direktna izloženost suncu - solarana retinopatija
- medicinski proizvodi
- okluzija retinalne vene ili arterije

Mnogi tipovi retinopatije su progresivni i mogu dovesti do sljepoće, teškog gubitka ili slabljenja vida, osobito ako je zahvaćena makula. Retinopatiju dijagnosticira optometričar ili oftalmolog tokom oftalmoskopije. Terapija ovisi o uzroku bolesti.

## Odnos genetske retinopatije s drugim rijetkim genetskim poremećajima
Nedavna otkrića genetskih istraživanja ukazuju da veliki broj genetskih poremećaja, genetskih sindroma i genetskih bolesti koji nisu u prijašnjoj medicinskoj literaturi bili povezani, mogu biti vezani u svom genetskom korijenu i uzrokom varirajućih promatranih fenotipskih poremećaja. Genetski uzrokovane retinopatije rezultat su jedne ili više ciliopatija koje leže u podlozi, a koje su nova klasa ljudskih genetskih poremećaja. Ostale poznate ciliopatije uključuju:
- primarnu cilijarnu diskineziju
- Bardet-Biedl sindrom
- policistična bolest bubrega i jetre
- nefronoptoza
- Alstrom sindrom
- Meckel-Gruber sindrom.[1]

## Vanjske poveznice
- Eyetalk - Forum for Retinal Screeners  Arhivirana inačica izvorne stranice od 12. veljače 2009. (Wayback Machine)
- The Importance of Being Cilia  Arhivirana inačica izvorne stranice od 11. ožujka 2010. (Wayback Machine) Accessible article at Howard Hughes Medical Institute  Arhivirana inačica izvorne stranice od 11. ožujka 2010. (Wayback Machine) on the importance and extensive use of cilia and basal bodies in many organ systems of human physiology, including for transfer of retinal nutrients.

|  | Molimo pročitajte upozorenje o korištenju medicinskih informacija. Ne provodite liječenje bez savjetovanja s liječnikom! |